# Berzé-la-Ville
Berzé-la-Ville là một xã ở tỉnh Saône-et-Loire trong vùng Bourgogne-Franche-Comté nước Pháp.

## Thông tin nhân khẩu
Theo kết quả điều tra dân số năm 1999, dân số xã này là 530 người. Dân số năm 2005 ước tính là 519 người. 